# والتر أفالوس
والتر أفالوس (بالإسبانية: Walter Avalos)‏ هو لاعب كرة قدم ومدرب كرة قدم باراغواياني في مركز الوسط، ولد في 8 فبراير 1976 في أسونسيون في باراغواي. لعب مع نادي أونيفرسيداد دي تشيلي وناسيونال أسونسيون.

## وصلات خارجية
- والتر أفالوس على موقع قاعدة بيانات كرة القدم.إي يو (الإنجليزية)
- والتر أفالوس على موقع ناشيونال فوتبول تيمز (الإنجليزية)
- والتر أفالوس على موقع Soccerway.com (الإنجليزية)
- والتر أفالوس على موقع عالم كرة القدم.نت (الإنجليزية)